# Surinam i olympiska sommarspelen 1976
Surinam deltog i de olympiska sommarspelen 1976 med en trupp bestående av tre deltagare. Ingen av landets deltagare erövrade någon medalj.

## Friidrott
Herrar
| Roy Botse     | 800 meter | 1:49,85 | 7   | Gick inte vidare | Gick inte vidare | Gick inte vidare | Gick inte vidare |                  |                  |
| Sammy Monsels | 100 meter | 10,58   | 1 Q | 10,61            | 6                | Gick inte vidare | Gick inte vidare | Gick inte vidare | Gick inte vidare |
| Sammy Monsels | 200 meter | 21,60   | 4 Q | 21,29            | 5                | Gick inte vidare | Gick inte vidare | Gick inte vidare | Gick inte vidare |

## Judo
Herrar
| Ricardo Elmont | −80 kg | Valerij Dvojnikov (URS) L 0000-1000 | BYE | BYE | BYE | Süheyl Yesilnur (TUR) L 0000-1000 | Gick inte vidare | Gick inte vidare | Gick inte vidare | Gick inte vidare | Gick inte vidare | Gick inte vidare | Gick inte vidare |